# Nebraska (2013)
Nebraska is een Amerikaanse roadmovie uit 2013 van regisseur Alexander Payne. De film ging in februari 2014 in première in België en Nederland en is opgenomen in zwart-wit. De film won op het International Film Festival van Rotterdam de UPC Publieksprijs. De hoofdrolspelers zijn Bruce Dern en Will Forte, ze spelen vader en zoon. Dern won voor zijn rol de prijs in de categorie voor beste acteur tijdens het Filmfestival van Cannes.

## Verhaal
De oude humeurige alcoholist Woody Grant denkt dat hij na de ontvangst van een bedrieglijke sweepstake een miljoen dollar heeft gewonnen. Hij reist van Montana door het door de crisis getroffen Nebraska richting het stadje Lincoln om zijn prijs op te halen. Zijn jongste zoon gelooft hem niet, maar voelt zich gedwongen met hem mee te reizen. Tijdens de reis komen ze oude kennissen en familie tegen, waarvan sommigen een deel van het geld willen.

## Rolverdeling
- Bruce Dern als Woody Grant
- Will Forte als David Grant, Woody's zoon
- June Squibb als Kate Grant, Woody's vrouw
- Stacy Keach als Ed Pegram, Woody's voormalige zakenpartner
- Bob Odenkirk als Ross Grant, Woody's zoon
- Devin Ratray als Cole, Woody's neef

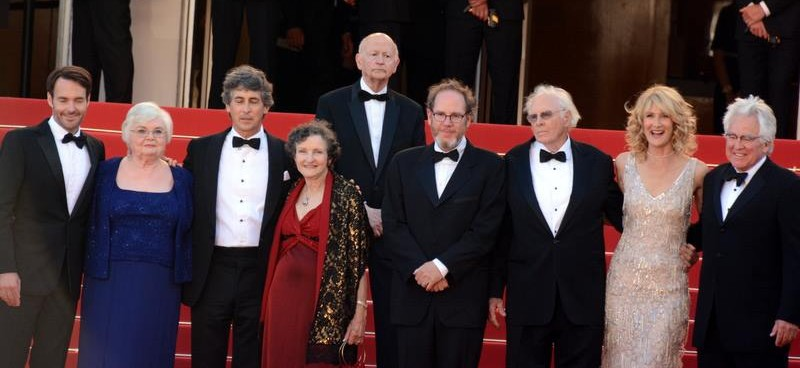
De cast tijdens het filmfestival van Cannes in 2013, waar de film in première ging